# Pombo-prateado
Pombo-prateado ou pomba-prateada (nome científico: Columba argentina) é uma espécie de ave da família dos pombos encontrado na Indonésia e Malásia. Ele é tido como extinto, mas acredita-se que populações de pombos selvagens descobertas em 2008, perto da ilha Masokut, podem pertencer a essa espécies.